# Cristo in croce con la Vergine e San Giovanni Evangelista
Cristo in croce con la Vergine e San Giovanni Evangelista del Barber Institute of Fine Arts di Birmingham è un dipinto a olio su tavola di Cima da Conegliano.

## Descrizione
Il dipinto raffigura la Vergine e San Giovanni piangenti ai piedi di una croce alta, immersi in un paesaggio desolato con un cielo sempre più scuro.
A destra, Cristo prega nel giardino del Getsemani, mentre i suoi discepoli dormono. Si tratta dell'agonia di Gesù nell'orto degli ulivi.
A sinistra sono raffigurate tre scene della Passione di Cristo poste all'interno o di fronte al palazzo di Ponzio Pilato. 
Il rinnegamento di San Pietro si trova in basso; in alto sono raffigurati Pilato che si lava le mani, e l'incoronazione di spine.